# Zhetisu Futbol Kluby

FC Zhetysu Taldykorgan é uma equipe cazaque de futebol com sede em Taldykorgan. Disputa a primeira divisão do Cazaquistão (Campeonato Cazaque de Futebol).
Seus jogos são mandados no Zhetysu Stadium, que possui capacidade para 4.000 espectadores.

## História
O FC Zhetysu Taldykorgan foi fundado em 1981.

## Nomes anteriores
- 1981–1992: Zhetysu
- 1993: Taldykorgan
- 1994–1997: Kaynar
- 1998: Zhetysu-Promservis
- 1999–atualmente: Zhetysu

## Títulos
- Birinszi Liga (Conferência Sudeste): 2006

## Retrospecto nas competições europeias
| Temporada | Competição             | Fase     | Oponente           | Resultados |
| --------- | ---------------------- | -------- | ------------------ | ---------- |
| 2008      | Copa Intertoto da UEFA | 1ª Elim. | Budapest Honvéd FC | 1–2, 2–4   |
| 2012–13   | UEFA Europa League     | 1ª PE    | KKS Lech Poznań    | 0–2, 1–1   |

Jogos em casa em negrito.

## Elenco atual
- Atualizado a 8 de julho de 2015.[2][3]

Legenda
- : Capitão
- : Jogador suspenso
- : Jogador lesionado